# Pinball Prelude
Pinball Prelude is een computerspel dat werd ontwikkeld en uitgegeven door Effigy Software. Het spel werd uitgebracht in 1995 voor de Commodore Amiga en een jaar later volgde een release voor de Amiga CD32 en DOS. Het spel is een simulatie van een flipperkast.

## Platforms
| Jaar | Platform        |
| ---- | --------------- |
| 1995 | Amiga           |
| 1996 | Amiga CD32, DOS |

## Ontvangst
| Beoordeeld door | Platform | Datum      | Score |
| --------------- | -------- | ---------- | ----- |
| Amiga Games     | Amiga    | april 1996 | 80%   |
| Amiga Joker     | Amiga    | maart 1996 | 78%   |
| Amiga Joker     | Amiga    | april 1996 | 77%   |